# Kendama

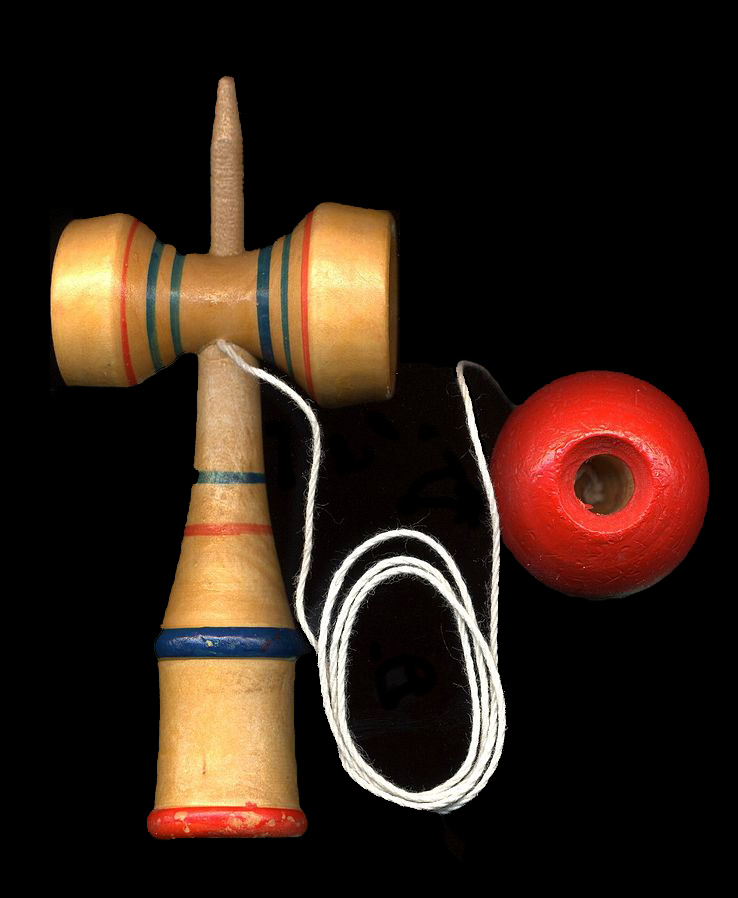
Un kendama.

Le kendama (けん玉 / 剣玉 / 拳玉) est un jeu d'adresse en bois d'origine japonaise. Il est constitué d'un manche en forme de marteau (けん, ken) et d'une balle (玉, tama) qui sont reliés par une ficelle. Le principe est d'effectuer des figures en faisant évoluer la balle sur différentes parties du manche. Il est semblable à un bilboquet, à la différence près qu'il possède le sarado (partie formée des deux coupelles).

## Origines dukendama
Les origines exactes du kendama sont incertaines mais il serait inspiré du bilboquet français, arrivé au Japon à l'époque d'Edo,, vers 1777 ou 1778. Il aurait été au départ pratiqué par les adultes, en tant que jeu à boire,. Il a ensuite été introduit pour les enfants par le ministre de l'éducation, de la science, des sports et de la culture dans un rapport de 1876,.
Le kendama dans sa forme actuelle a été breveté en 1919, sous le nom de nichigetsu ball (sun-and-moon ball), en rapport avec sa forme, la boule évoquant le soleil et le sarado, la lune. Le jouet aurait eu un succès important à partir de là,.

## Figures
De nombreuses figures peuvent être réalisées, comme le Sekaï isshū (Tour du monde), Furiken (Rotatif), Tomeken (Arrêt), Rōsoku (Bougie), Chuzara (Assiette centrale), Kozara (Petite assiette), et Ōzara (Grande assiette).